# Mühlenbach, Ortenau
Mühlenbach là một thị xã ở huyện Ortenau trong bang Baden-Württemberg nước Đức. Đô thị Mühlenbach, Ortenau có diện tích 31,22 km².